# Sebastian Gawroński (gimnastyk)
Sebastian Gawroński (ur. 12 kwietnia 1996 w Katowicach) – polski gimnastyk, 3-krotny mistrz Polski w wieloboju (2018, 2024-2025), dwukrotny medalista Pucharu świata. Obecnie reprezentuje klub KS AZS AWF Katowice, wcześniej startował w barwach AZS-AWFiS Gdańsk.

## Życie prywatne
Urodził się 12 kwietnia 1996 roku w Katowicach.
W 2019 roku, rozpoczął studia na Akademii Wychowania Fizycznego im. Jerzego Kukuczki w Katowicach.

## Kariera
W 2016 roku, reprezentował Polskę na Mistrzostwach Europy w Bernie, gdzie zajął 24. miejsce w wieloboju drużynowym. Indywidualnie, zajął 29. miejsce na drążku, 55. na poręczach, 80. w ćwiczeniach na kółkach i 84. w ćwiczeniach wolnych. W tym samym roku, startował w Pucharze świata w Chociebużu, gdzie zajął 7. miejsce w skoku i 11. miejsce w ćwiczeniach wolnych i ćwiczeniach na drążku. Na Mistrzostwach Polski w Zabrzu, zajął drugie miejsce w wieloboju indywidualnym (79.250). Wygrał również złote medale na poręczach (14.000) i kółkach (14.100) oraz brązowy medal w ćwiczeniach wolnych (14.300).
W 2017 roku, był 47. w kwalifikacjach wieloboju indywidualnego na Mistrzostwach Europy w Klużu-Napoce. Zajął również 19 miejsce w skoku, 36. na poręczach, 69. w ćwiczeniach wolnych i ćwiczeniach na kółkach, 77. na koniu z łękami i 88. na drążku.

### 2018
W lipcu, Gawroński wygrał swój pierwszy tytuł mistrza wieloboju indywidualnego na Indywidualnych Mistrzostwach Polski w Gdańsku, z łącznym wynikiem 77.050. W finałach na przyrządach, wygrał kolejne dwa tytuły w ćwiczeniach wolnych (13.700) i skoku (13.625). Zdobył też srebrny medal w finale na poręczach.
W sierpniu, startował na Mistrzostwach Europy w Glasgow. W kwalifikacjach, kadra Polski (w składzie Gawroński, Filip Sasnal, Łukasz Borkowski, Dawid Węglarz i Piotr Wieczorek) zajęła 23. miejsce w wieloboju drużynowym. Indywidualnie, Sebastian zajął 18. miejsce w skoku, 36. na poręczach, 49. na drążku, 72. w ćwiczeniach na kółkach i 88. w ćwiczeniach wolnych.

### 2019
W 2019 roku, Gawroński zmienił barwy klubowe na KS AZS AWF Katowice.
W kwietniu, odbyły się Indywidualne Mistrzostwa Polski w Katowicach, gdzie zajął 6. miejsce w wieloboju indywidualnym z wynikiem 70.466. W finałach na przyrządach, zdobył trzy srebrne medale w ćwiczeniach wolnych (13.267), skoku (13.267) i na poręczach (13.167) oraz brązowy medal na kółkach (12.650). Uplasował się również na 4. lokacie w ćwiczeniach na koniu z łękami.
We wrześniu, Gawroński startował w Pucharze świata w Guimarães, gdzie zakwalifikował się do dwóch finałów na przyrządach. W finale skoku, zdobył swój pierwszy złoty medal z wynikiem 13.975. W finale na poręczach, ukończył zawody na 8. miejscu.
W listopadzie, wygrał srebrny medal na Drużynowych Mistrzostwach Polski w Bydgoszczy, gdzie otrzymał ogólny wynik 75.300.

### 2020
W lutym, Gawroński zajął drugie miejsce na Pucharze Polski w Bydgoszczy z wynikiem 75.500, po czym startował w Pucharze świata w Melbourne, gdzie zajął 12. miejsce w skoku (13.699), 17. w ćwiczeniach wolnych (12.500), 9. w ćwiczeniach na kółkach (12.466), 12. na drążku (11.800) i 17. na poręczach (11.433). Na Pucharze świata w Baku, zajął 20. miejsce w skoku, 17. na drążku, 25. na poręczach i 21. w ćwiczeniach na kółkach. Zawody zostały przerwane po kwalifikacjach ze względu na wybuch pandemii COVID-19.
W październiku, zdobył brązowy medal w skoku na Pucharze świata w węgierskim Szombathely, osiągając ten sam wynik co 3-krotny mistrz olimpijski Marian Drăgulescu.
W listopadzie, brał udział w Mistrzostwach Polski w Gdańsku, gdzie zdobył dwa tytuły mistrzowskie w ćwiczeniach wolnych (13.733), skoku (13.900). Zajął również drugie miejsce w wieloboju indywidualnym (74.850), na koniu z łękami (10.050) i poręczach (12.550) oraz brązowy medal w ćwiczeniach na drążku (12.600).

### 2021
W marcu, Gawroński zajął 6. miejsce na Indywidualnych Mistrzostwach Polski w Zabrzu, uzyskując łączną notę 71,200. W finałach na przyrządach, wygrał złoty medal na koniu z łękami.
W kwietniu, startował w Mistrzostwach Europy w Bazylei, gdzie zajął 81. miejsce na kółkach (12,233) i 87. miejsce na poręczach (11,366).
W listopadzie, Sebastian zdobył złoty medal w wieloboju drużynowym na Drużynowych Mistrzostwach Polski w Bydgoszczy.

### 2022

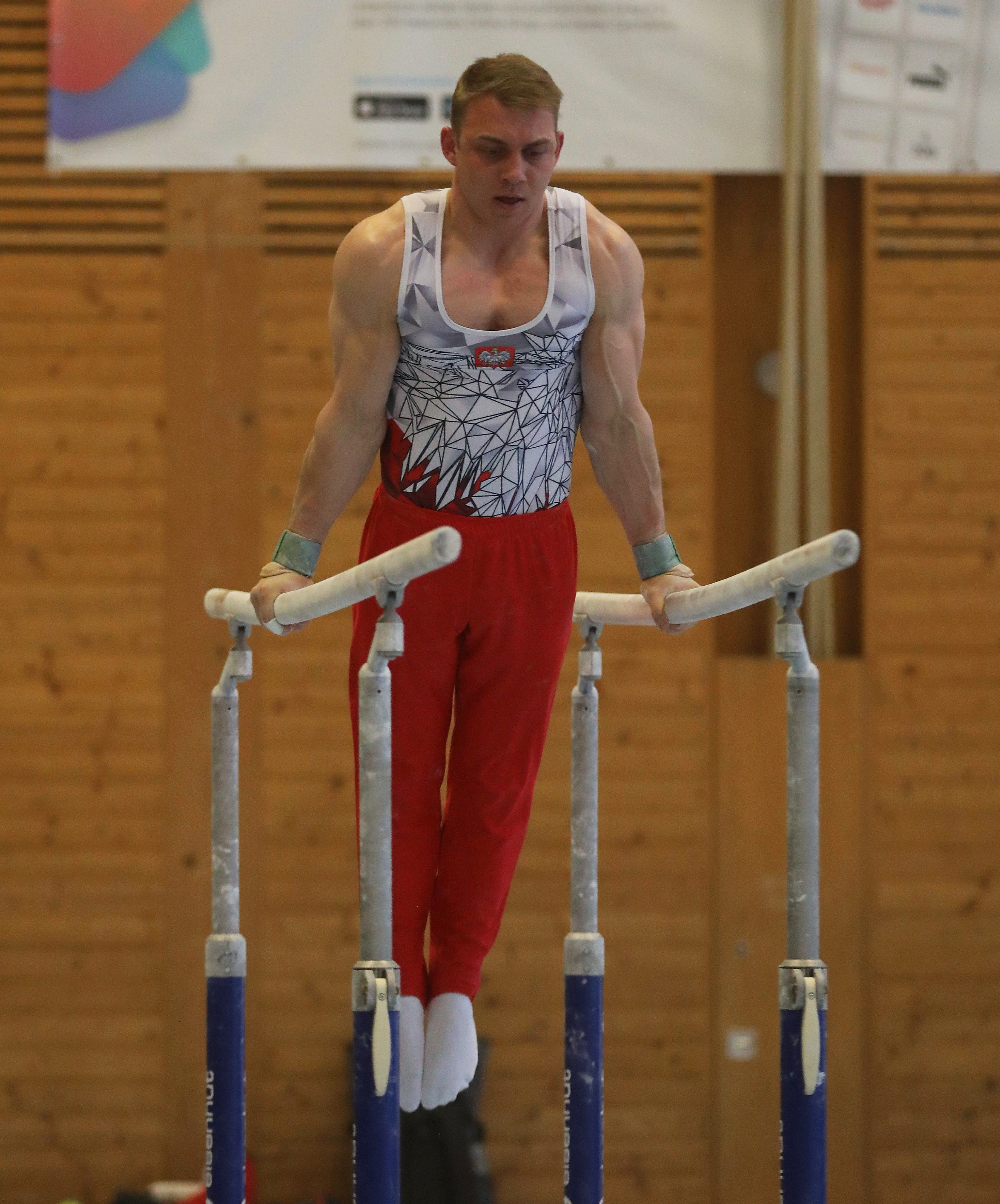
Sebastian Gawroński, 2022

W lutym, startował w Pucharze świata w Chociebużu, gdzie zajął 9. miejsce w ćwiczeniach wolnych (13,133), 14. w ćwiczeniach na kółkach (12,866), 14. w skoku (13,750) i 15. na poręczach (13,066).
W marcu, Gawroński zdobył brązowy medal w wieloboju indywidualnym na Pucharze Polski w Gdańsku z wynikiem 71,700. Pod koniec miesiąca, zakwalifikował się na pierwszej pozycji do finału w skoku podczas Pucharu świata w Baku, jednak błędy w finale sprawiły, że uplasował się ostatecznie na 8. miejscu.
W czerwcu, zajął 5. miejsce w wieloboju na Mistrzostwach Polski w Krakowie, z notą 72,950. Zdobył również złoto w ćwiczeniach wolnych (13,600) i kółkach (13,650) oraz srebro na drążku (12,600). Sebastian wystąpił w Pucharze świata w Mariborze, gdzie zajął 6. miejsce w ćwiczeniach wolnych (13,450).
Podczas zawodów 53. edycji Salamunov Memorial, Gawroński zajął drugie miejsce w wieloboju indywidualnym (75,350) i wygrał złoto z kadrą Polski oraz srebrne medale w ćwiczeniach wolnych i ćwiczeniach na drążku.

### 2023
W lutym 2023, Sebastian zdobył brązowy medal w zawodach drużynowych Luxembourg Open u boku Filipa Sasnala i Radosława Szymczyka. W finałach indywidualnych, Gawroński zdobył kolejne dwa brązowe medale w ćwiczeniach na poręczach i kółkach.
Pod koniec lutego, Gawroński startował w Pucharze świata w Chociebużu, gdzie zakwalifikował się do finału ćwiczeń wolnych z wynikiem 13,966 oraz zajął 53. miejsce na koniu z łękami, 39. na kółkach, 13. na poręczach i 44. na drążku. W finale ćwiczeń wolnych uplasował się na 6. miejscu z wynikiem 13,500. Dwa tygodnie później startował w kolejnym Pucharze świata w Baku, gdzie nie zakwalifikował się do żadnego finału.
W kwietniu, Gawroński startował w Mistrzostwach Europy w Antalyi, gdzie zakwalifikował się do finału w skoku na 6. miejscu z wynikiem 14,483. W finale zajął ostatecznie 8. miejsce z punktacją 13,633. Kilka tygodni później, wziął udział w Pucharze świata w Kairze, gdzie zajął 11. miejsce w ćwiczeniach wolnych, 31. na koniu z łękami, 16. w ćwiczeniach na poręczach i 23. na drążku.
W sierpniu, startował w Letniej Uniwersjadzie w Chengdu, jednak bez większych sukcesów w kwalifikacjach, w których najbliżej finału znalazł się w skoku, gdzie zajął 14. miejsce.
We wrześniu, Sebastian zajął 20. miejsce w ćwiczeniach wolnych, 33. na koniu z łękami, 10. w ćwiczeniach wolnych, 15. w skoku, 20. na poręczach i 22. na drążku podczas Pucharu świata w Szombathely. Tydzień później, startował w kolejnych zawodach serii Pucharu świata w Paryżu, jednak również nie zdołał zakwalifikować się do żadnego finału.
W październiku, Gawroński zajął 63. miejsce w wieloboju indywidualnym podczas kwalifikacji Mistrzostw świata w Antwerpii, zajmując najwyższą lokatę wśród polskiej kadry mężczyzn. Najbliżej finału znalazł się w ćwiczeniach wolnych, gdzie zajął 37. miejsce.
W listopadzie, wraz z reprezentacją klubu AZS-AWF Katowice, zdobył srebrny medal w Drużynowych Mistrzostwach Polski.

### 2024
W lutym 2024, Gawroński reprezentował Polskę podczas zawodów Pucharu świata w Kairze, Chociebużu i Baku, jednak nie zakwalifikował się do żadnego finału.
Pod koniec marca, Sebastian wywalczył swój drugi tytuł mistrza Polski w wieloboju indywidualnym w Zabrzu. W następnych dniach, zdobył kolejne dwa złote medale w ćwiczeniach wolnych i skoku.
Podczas Mistrzostw Europy we włoskim Rimini, Gawroński zajął 39. miejsce w wieloboju indywidualnym. Do finału ćwiczeń wolnych zabrakło mu jedynie 0,033 i ostatecznie zajął 11. miejsce z wysoką notą 14,033.
Na początku października, Gawroński wystartował w zawodach Pucharu świata w węgierskim Szombathely. Zajął 22. miejsce w ćwiczeniach wolnych.

### 2025
W kwietniu 2025, Gawroński obronił swój tytuł mistrza Polski w wieloboju indywidualnym w Zabrzu. W finałach na poszczególnych przyrządach, zdobył również złote medale w skoku i ćwiczeniach wolnych oraz srebro na kółkach i drążku. Miesiąc później, zajął 8. miejsce w finale ćwiczeń na kółkach podczas Pucharu świata w Koprze.